# 班弄区
班弄区，又名邦弄区，是缅甸佤邦富邦县下辖的一个区。班弄位於薩爾溫江西岸兩個山脊之間的高山谷地中，靠近中國邊境，位於猛靈山山脈，距邊境約11公里。

## 区名
班弄区佤文名见诸活动报道有“Pang Long”和“Pang Lhong”两种。

## 地理
班弄区位于富邦县中部，北接富邦区，南接纳威区，东接南邓区，西临萨尔温江，与缅甸联邦第一特区木邦县甘亩区隔江相望。

## 歷史

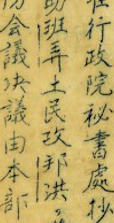
班弄攻邦洪

班弄原本是佤族地區的一個回族聚居的村落，該地回族稱邦隆，初有名搬攏，另有譯板弄。班弄村源於1875年，馬靈驥率領雲南回變失敗後的回族舊部，自果敢戴家寨遷移至阿佤山區葫蘆王地，經統轄該地的葫蘆王同意，在境內落腳，建立一個稱為邦隆的政治難民據點。開村時有36人，其中只有3個女人。此後十餘年，回族餘部前往該地聚居，成為一個三百戶、兩千人的回族村寨。:63
依據回人明光熙《滇緬邊境 邦隆回教百年滄桑見聞錄》的回憶，自開村至結束，邦隆人涉及的戰事有，1887年納雨戰爭、1921年永通戰爭:299與1926年卡佤戰爭:300、抗日戰爭:304。:66而根據果敢土司後人的著作《The House of Yang, guardians of an unknown frontier》，回族人在1886年曾經對果敢土司族人展開一次復仇的侵犯。1926年，班弄首領馬美廷與旱擺夷宋忠甫結盟，率領回族與佤族戰鬥，統治並佔領整個班況，重振了馬幫商業貿易。班弄回民參與了1934年班洪事件，國民政府公文提及「班弄土民攻邦洪」。
二戰結束後，由班弄回人組成的原「卡瓦特區自衛支隊」陷入四面楚歌的境地:70。1946年7月，班弄遭到來自鎮康的李文煥漢人部隊、班洪胡忠華佤族部隊、山頭人的聯合武裝襲擊，馬義昌戰敗失蹤，班弄回人村落徹底毀滅:4。明光熙的回憶則稱班弄先遭到日軍焚村:304，後邦隆人遭到佤族向英國政府誣陷，被英兵殺害。:3051946年（另有1945年說法）馬美廷不得不放棄「世襲70多年的土司地」，帶領回民離開。:305
1946年後，下葫蘆地班況與上葫蘆地班洪，仍舊發生戰鬥。1949年，班況王內弟控益（馬義昌舅父）向班洪所屬緬境村寨收稅，遭班洪代總管胡忠華領兵進攻，班況勝。傳聞馬美廷之子馬宏昌有意趁此時機恢復其兄班況王位，未能成功。
此後邦隆回族人流散各地，在緬甸、泰國北部形成了被稱為潘泰人的群體。:4
缅甸建国后，班弄长期在缅甸国防军控制之下。2008年宪法通过后，缅甸政府将班弄划归佤自治州户板县班弄分镇区管辖。1027行動爆发后，2024年1月4日，缅甸国家管理委员会作出“同意佤邦政府接管户板、班弄地区”的正式决定。1月5日，户板、班弄被緬甸民族民主同盟軍攻占，隨後移交佤邦联合军。1月10日至11日，佤邦政府的代表在户板與佤自治州的原州長尼纳（Nyi Nat）舉行交接儀式，自此佤邦正式接管户板、班弄地区，佤邦政府在户板设立户板地区临时管委会。
2024年6月10日，佤邦设立富邦县，将班弄划归富邦县管辖，设立班弄区。

## 行政区划
班弄区下辖乡数不详，见诸报道的有班弄乡（ပန်လုံမြို့ ကိုက်နယ်အုပ်စု）、孟贡乡（မုန်းကွန် ကိုက်နယ်အုပ်စု）、阿我乡（အာဝေါ်ကျိုင်း ကိုက်နယ်အုပ်စု）等。